# Юдейські погляди на астрологію

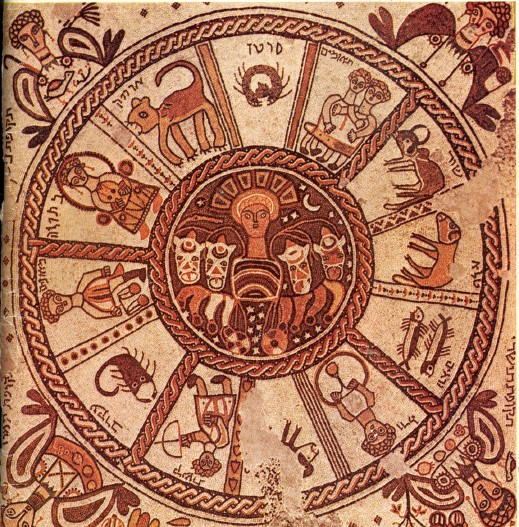
Зодіак у синагозі 6-го століття в Бет-Альфі, Ізраїль.

Астрологія була темою дискусій серед юдеїв понад 2000 років. Незважаючи на те, що астрологія не є власне єврейським вченням, вона потрапила в поле зору євреїв і знайшла відображення в багатьох місцях Талмуду. Астрологічні твердження стали прийнятними темами обговорення та суперечок між дослідниками Тори. Думки були різними: деякі рабини заперечували достовірність астрології; інші визнали її дійсність, але забороняли її практикувати; ще інші вважали, що астрологічна практика має сенс і дозволена. У наш час, коли наука відкинула астрологію, багато єврейських мислителів так само відкинули її, хоча деякі продовжують захищати астрологічні погляди, які були поширені в давнину серед євреїв.
У давньому івриті астрологія була відома як хокмат ха-мазалот (חוכמת המזלות), «наука про сузір'я».

## У єврейській Біблії
Наскільки відомо з Біблії, астрологія не практикувалася в стародавньому Ізраїлі в період Першого Храму. Тора не містить жодних посилань на астрологію, а в Невіїм (Пророки) і Ктувім (Писання) існують лише туманні згадки про вавилонських астрологів.
Деякі пізніші авторитети вважали дві заповіді Тори підставою для заборони астрології:
"You shall not practice divination or soothsaying." (Leviticus 19:26HE)
When thou art come into the land which the LORD thy God giveth thee, thou shalt not learn to do after the abominations of those nations. There shall not be found among you any one that maketh his son or his daughter to pass through the fire, one that useth divination, a soothsayer, or an enchanter, or a sorcerer, or a charmer, or one that consulteth a ghost or a familiar spirit, or a necromancer.(Deuteronomy 18:9-12HE)
Деякі авторитетні рабини вважають, що ці заповіді забороняють астрологію, тоді як інші обмежують ці заповіді іншими формами віщування, і, таким чином, вважають астрологію припустимою.
Єврейське слово мазалот, яке буквально означає «сузір’я», вживається в єврейській Біблії двічі. Також згадуються конкретні сузір'я, наприклад, тричі згадується Оріон (названий «Кесіль» «כסיל», буквально - «дурень»): Йов 9:9 («Він створив Ведмедя й Оріон»), Йов 38:31 («Чи можеш ти послабити пояс Оріона?») і Амос 5:8 («Той, хто створив Плеяди й Оріон»).
Пророки насміхалися зі «спостерігачів зір» (hoverei ha-shamayim) в [[|Isaiah]] 47:13HE та [[|Jeremiah]] 10:2HE. У Книзі Даниїла астрологи з Вавилона називалися Касдім/Касдін (халдеї). Пізніше в рабинській літературі термін халдеї часто використовувався як синонім тих, хто займався астрологією.

## У період Другого храму
Протягом більшої частини періоду Другого Храму обговорення планет в єврейській літературі було надзвичайно рідкісним. Деякі історики  вважають, що астрологія повільно прокладала собі шлях до єврейської громади через синкретизм із стародавньою елліністичною культурою. Пророкуючи знищення Храму, сивілінські оракули вихваляють єврейських предків, яких «не хвилює хід обертання сонця чи місяця [.. ] Ні віщуни, ні чаклуни, ні чарівники [... ] Вони не астрологізують з умінням халдеїв і не астронізують; О Бо все це оманливе».
Давній історик Йосиф Флавій засуджує людей за ігнорування того, що, на його думку, було ознаками, що передвіщали руйнування Єрусалимського храму.
В апокрифах багато згадок про астрологію. У Книзі Ювілеїв говориться, що Авраам подолав переконання астрологів, прийнявши єдиного Бога.

## У талмудичний період
У ранніх класичних рабинських творах, написаних на землі Ізраїлю (Єрусалимський Талмуд і компіляції мідрашів), астрологи відомі як astrologos і astrologiyya. У ранніх класичних рабинських творах, написаних у Вавилонії, астрологів називали kaldiyyim, kalda'ei та iztagninin.

### Чи діє астрологія?
Найпопулярнішою формою астрологічної віри в цей період було вважати певні періоди часу щасливими чи нещасливими. Наприклад, рабин Єгошуа бен Леві перерахував риси характеру, пов’язані з тим, що людина народилася в певні дні тижня; Р' Ханіна не погоджувався і сказав, що риси характеру визначаються планетою, під впливом якої людина народилася. Знайдено оголошення про те, що небезпечно пити воду у вівторок і п'ятницю ввечері. Самуїл з Негардеї, лікар і астролог, вчив, що небезпечно пускати кров у хворого у вівторок (як і в понеділок або четвер з іншої причини), тому що Марс панує в середині неба. Молодий місяць також вважався несприятливим періодом для кровотечі, як і третя частина місяця та день перед святом.
Екклезіаст Рабба стверджує, що правителі деяких неєврейських народів були експертами в астрології, і що цар Соломон також мав досвід у цій царині.
Загалом, багато людей, цитованих у Талмуді, вважали, що теоретично астрологія має заслуги як наука, але вони скептично ставилися до того, що астрологічні знаки можна витлумачити правильно чи практично. В одному місці в Талмуді сказано, що астрологи «дивляться і не знають, на що вони дивляться, розмірковують і не знають, що вони думають».
За словами Якоба Нойснера, у цей період «магія, астрологія та окультні науки... вважалися передовими науками... щоб відкинути їх, євреям та їхнім лідерам довелося б проігнорувати найдосконаліші технологічні досягнення сучасної цивілізації ".

### Чи застосовується астрологія до Ізраїлю?
Деякі рабини вважали, що зорі зазвичай керують долею людей і націй, але Авраам і його нащадки були піднесені своїм завітом з Богом і таким чином досягли вищого рівня свободи волі.
У Талмуді два рабини (Р. Йоханан і Рав) стверджували, що «не існує мазала (буквально «сузір’я») для Ізраїлю, а лише для народів», а ще один рабин стверджував протилежне, що астрологія стосується Ізраїлю.
Кажуть, що Авраам передбачив через астрологічні таблички, що у нього не буде другого сина, але Бог сказав йому: «Геть свою астрологію; для Ізраїлю немає мазала!» Народження його другого сина, патріарха Ісака, спростовує ідею, що астрологія стосується Ізраїлю. Буття Рабба стверджує, що Авраам був не астрологом, а скоріше пророком, оскільки лише ті, хто під зорями, могли піддаватися їхньому впливу, а Авраам був вище за них.

### Чи дозволено євреям займатися астрологією?
Самуїл із Негардеї — єдиний мудрець у Талмуді, який серйозно вивчав астрологію, але він вважав, що вона несумісна з юдаїзмом. Цитуючи Повторення Закону 30:12, «Закон не на небесах», він, як відомо, навчав, що «Тора не може йти разом із мистецтвом, яке вивчає небеса».
Подібним чином Хосе Гуцальський заборонив консультуватися з астрологом: «Нам не дозволено звертатися до халдеїв, бо написано (Deuteronomy 18:13HE): «Будеш досконалий перед Господом, Богом своїм»».
Кілька джерел повідомляють, що рабі Аківа заборонив практикувати астрологію.
Кажуть, що біблійний патріарх Авраам знав астрологію, до нього збиралося багато людей, щоб отримати пораду.

## В епоху середньовіччя
Багато рабинів Геонічної ери (після закінчення Талмуду, період раннього Середньовіччя) обговорювали різноманітні талмудичні та мідрашські погляди на астрологію. Одна відповідь має серединний погляд: Otzar HaGeonim 113 робить висновок, що астрологія має певну реальність, оскільки зорі дають людині певні нахили; однак кожна людина має здатність долати свої власні схильності, і таким чином зберігає свободу волі.
Протягом середньовіччя деякі євреї практикували астрологію як професійне мистецтво і як науку. Євреїв, які прибули зі Сходу, іноді вважали спадкоємцями та наступниками халдеїв. З цієї причини західний світ іноді вважав євреїв майстрами астрології. Їхня уявна влада над долею часом сповнювала натовп благоговінням і страхом.
Авраам ібн Езра був послідовником астрології, яку він називає «піднесеною наукою». Окрім перекладу астрологічної праці єврейського філософа Машалли «Питання» та іншої праці цього автора про затемнення місяця з арабської на іврит, він написав Різдво, «Речення сузір’їв», «Решит Хохма» («Початок мудрості»), «Книгу світу», трактат про планети, трактат про світила та гороскоп. Він часто посилається на астрологію у своїх коментарях до Біблії. Для нього небо з його сузір’ями є «книгою життя», в якій записана людська доля і проти якої можна звернутись до Бога як «Всемогутнього», який скасовує всі ці впливи. Сучасний автор підсумовує позицію Ібн Езри так: «Божество делегувало зорям управління підмісячним світом. Проте Ізраїль [євреї] має особливий статус, який найвиразніше проявляється у володінні ним Торою. Поки єврей займається вивченням і дотриманням Тори, він пов’язаний із духовною сферою, яка сама по собі є вищою за зорі. Таким чином єврей може звільнитися від постанов зір».
Дунаш ібн Тамім (850-956 рр. н. е., Північна Африка), який написав коментар до каббалістичної праці «Сефер Єціра», написав трактат з астрономії, який відкидав астрологію.
Авраам бен Давид із Поск’єра стверджував про вплив зір на долю, водночас стверджуючи, що вірою в Бога людина може подолати цей вплив.
Герсонід вважав, що астрологія реальна, і розробив натуралістичне, ненадприродне пояснення того, як вона працює. Для Герсоніда астрологія була:
заснована на метафізичному вченні про залежність усіх земних явищ від небесного світу. Загальний зв'язок, наданий пророку активним інтелектом, є загальним порядком астрологічного сузір'я. Сузір'я, під яким народилася людина, визначає її характер і долю, а також сузір'я визначають тривалість життя народів.... Активний інтелект знає астрологічний порядок, від найзагальнішої форми сузір'їв до їх останньої специфікації, яка, у свою чергу, містить усі умови виникнення конкретної події. Таким чином, коли пророк має справу з долею конкретної особи чи людської групи, він отримує від активного інтелекту знання про порядок сузір’їв, причому з достатньою точністю, щоб він міг передбачити їхню долю в усіх подробицях..... Цей астрологічний детермінізм має лише одне обмеження. Вільна воля людини могла зруйнувати напрямок дій, призначений для неї зорями; отже, пророцтво могло передбачити майбутнє на основі астрологічного визначення лише в тій мірі, в якій вільна воля людини не порушує визначений хід речей. 
Герсонід вважав астрологію наукою, яка передбачає події відповідно до встановлених законів природи (хоча й інших, ніж ті, до яких ми звикли). Він також вважав, що людина, яка вдосконалила своє мислення, може взаємодіяти із законами природи за допомогою активного інтелекту. Таким чином Герсонід вважав себе творцем раціоналістичної та ненадприродної теології. У цьому сенсі є схожість між Герсонідом і Маймонідом.
Шломо ібн Адерет - у відповіді, яку часто помилково приписують Нахманіду, - написав, що хоча й заборонено запитувати прогноз у астролога, астрологія сама по собі є реальною. Він стверджує правила, згідно з якими людина має остаточно довіряти Богу, а не будь-якій меншій силі, оскільки Бог може творити чудеса, щоб подолати закономірності природи. Таким чином, він робить висновок, що заборонено запитувати прогноз у астролога, але можна діяти згідно зі словами астролога, якщо порада дається вільно.
Сам Нахманід писав, що астрологія є реальним аспектом природи, який астрологи можуть інтерпретувати, але не надійно; євреям заборонено користуватися астрологією, а замість цього треба звертатися до пророків, чиє слово завжди надійне.
Маймонід відповів на запит про астрологію, адресований йому з Марселя. Він сказав, що людина повинна вірити лише тому, що може бути підтверджено раціональними доказами, свідченнями почуттів або надійним авторитетом. Він заявив, що вивчав астрологію і що вона не заслуговує на те, щоб її називали наукою. Він висміяв ідею про те, що доля людини може залежати від сузір’їв, стверджуючи, що така теорія позбавить життя мети і зробить людину рабом долі.
Ісаак бен Йосиф ібн Пульгар (XIV століття, Іспанія) був єврейським філософом, який писав проти астрології.
Arba'ah Turim, ранній кодекс єврейського права, містить погляди Маймоніда. Джозеф Каро у своєму коментарі «Бейт Йосеф» цитує Нахманіда, тоді як у своєму кодексі Шулхан Арух він постановляє, що консультація з астрологом заборонена, не розглядаючи питання про ефективність астрології.

## Моше Хаїм Луцатто
Моше Хаїм Луцатто розповідав про вплив зір на людство та події на землі. Він назвав дві причини існування зір і планет. Перша полягала в тому, що зорі та планети підтримують існування всіх фізичних речей на землі, діючи як засоби, за допомогою яких духовні сили передаються фізичним істотам. По-друге, події на землі також ініціюються планетною та зоряною активністю. Луццатто стверджував, що кожне земне явище приписується певній зорі, яка ним керує. Цитуючи талмудичний вислів у Шабаті 156а – «для Ізраїлю немає мазала («удачі», буквально «планети» або «сузір’я»)», він також стверджує, що вищі сили (тобто Бог або ангели) можуть подолати впливи цієї системи, і що вони зазвичай роблять це для євреїв.
Луццатто зазначає, що закони та правила, які керують цією системою астрологічного впливу, є надзвичайно складними, і їх нелегко встановити шляхом прямого спостереження; тому астрологи рідко можуть передбачити майбутнє точно або чітко. Точність їхніх передбачень ще більше знижується через згадану вище схильність божественного провидіння втрутитися та змінити долю. Це, за словами Луцатто, пояснює використання слова me'asher («щось») в Ісаї 47:13 («Нехай тепер астрологи, звіздарі та ворожки встануть і скажуть вам щось про те, що вас спіткає»); на думку Луццатто, це означає, що вони можуть розповісти вам щось про майбутнє, але не все.

## Погляди в сучасну епоху

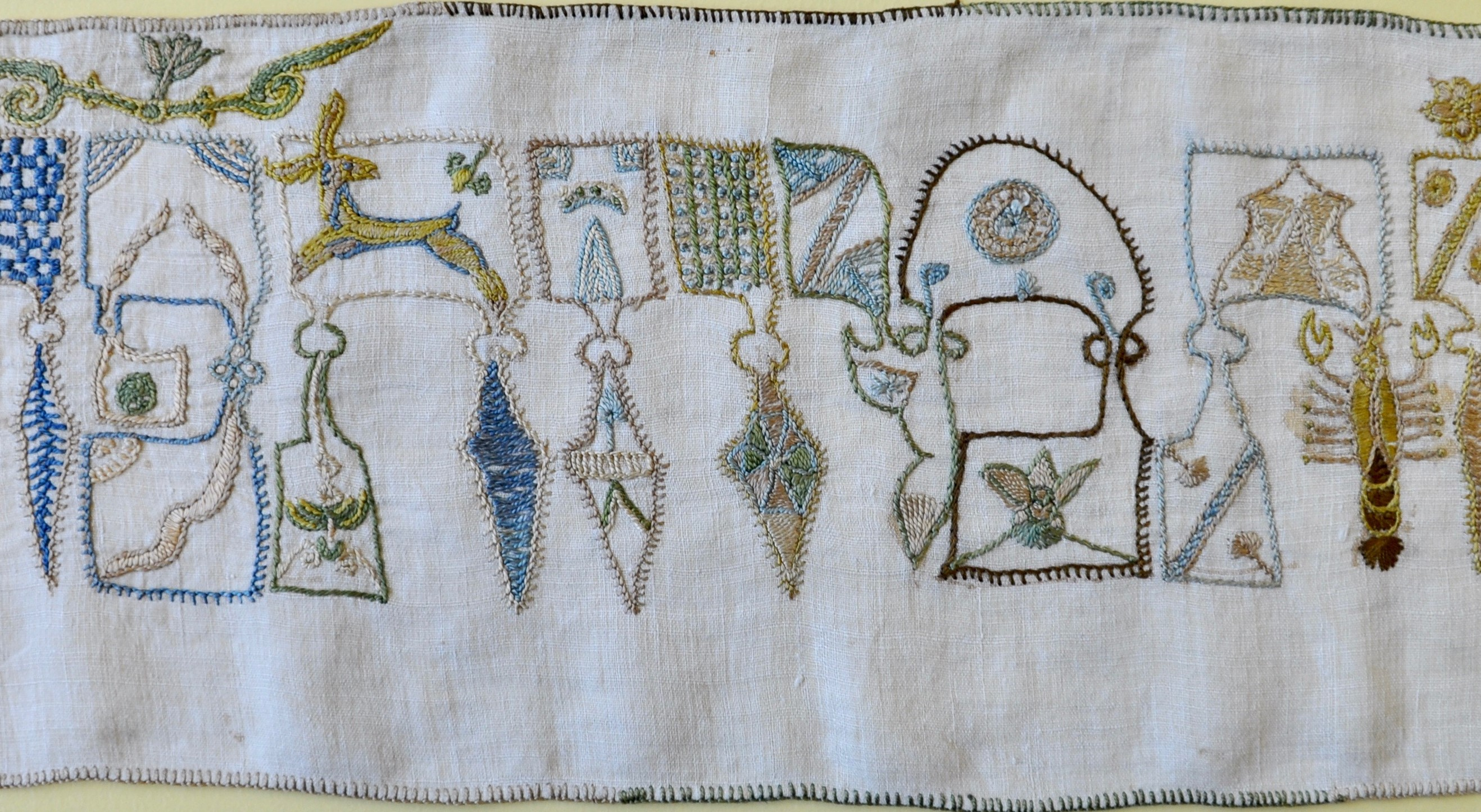
Lengnau wimpel 1726 року, що демонструє гарно вишитого Скорпіона, у колекції Єврейського музею Швейцарії.

Застереження проти астрології з’являються в офіційному коментарі до Тори консервативного юдаїзму та на офіційному веб-сайті реформістського юдаїзму, а ряд консервативних і реформістських рабинів писали проти цієї практики. Думки сучасних ортодоксальних рабинів розділилися; деякі взагалі відкидають астрологію, тоді як інші продовжують дотримуватися давніх думок, які визнають дійсність астрології, але обмежують її практику.
Коментуючи Deuteronomy 18:9-12, Etz Hayim, офіційний коментар до Тори консервативного юдаїзму, пише: «Отже, використання астрології заборонено (BT Pesachim 113b)». Так само консервативний рабин Сімха Рот негативно відгукнувся про астрологію.
Консервативний рабин Аарон Крігель пише:
However, astrology is by and large nothing more than magic. The Torah is very clear that we are to steer clear of magicians and practitioners of "witchcraft." I'm not talking about the David Copperfield type of entertainment; I'm referring to those who believe that their predictions or tricks can have a real influence on the world, and by implication, can force God to give them what they want. The idea that if only we could say the right words or take the right actions, God will give us anything we want is nearly idolatrous. It turns God into nothing more than a tool for us to use when we want something, rather than the majestic creator of the world.
На веб-сайті Союзу за реформований іудаїзм Джеффрі К. Салкін висміює астрологію як «пастку нового часу»:
If you visit a Barnes and Noble superstore, you will see what much of American religion has become. There are three bookcases for Judaism; three bookcases for general religion and Christianity; three for general inspiration; two each for Bible, eastern philosophy, and myth; and nine bookcases for New Age. The New Age menu is diverse, including spiritualism, astrology, and psychic phenomena; alchemy, tarot, goddess worship, and Wicca (witchcraft); out-of-body experiences, near-death experiences, and reincarnation: angels, Satanism, and the occult...
Сучасні ортодоксальні рабини також писали проти цієї практики, дехто вважав, що це заборонено єврейським законом. Наприклад, сучасний ортодоксальний рабин Ефраїм Бухвальд пише:
The Torah tells us in Deuteronomy 18:9, that when the Jewish people enter the land of Israel, they must not follow the abominable practices of the nations that reside there. It is strictly prohibited to cause a son or a daughter to pass through the fire, to practice divination, astrology, or to visit one who reads omens....to follow these practices is an abomination in God's eyes.

It is quite extraordinary that Maimonides...virtually alone in the Middle Ages, rejected belief in astrology. In a letter to the rabbis of Southern France he distinguishes between astronomy as a true science and astrology which he deems to be sheer superstition. Many hundreds of years passed until the Western world came to the same conclusion. Maimonides boldly declares that in Judaism a person's fate is determined by God alone, not by the stars.
Головний рабин Великобританії (ортодоксальний) Джонатан Сакс пише:
Wrestling with men: since the days of Abraham, to be a Jew is to be an iconoclast. We challenge the idols of the age, whatever the idols, whatever the age. Sometimes it meant wrestling with idolatry, superstition, paganism, magic, astrology, primitive beliefs.
Навпаки, сучасний ортодоксальний рабин Нахум Амсель пише:
It seems that most of the authorities believe that astrology has some sort of power, but there is a fine line between believing in this and believing in power other than God, which is not the Jewish view. Thus, one cannot give credence to any power except God nor use astrology on a regular basis to guide one's life.[джерело?]
Стаття, опублікована ортодоксальним Союзом, має подібний підхід:
In Judaism, Astrology is not regarded as "idol worship," even though the generic name for "idol worship" is "Avodat Kochavim U'Mazalot," Worship of the Stars and the Signs of the Zodiac."
From the Jewish perspective, the stars are not unrelated to events on earth. It is not irrelevant whether one was born on Pesach, or Yom Kippur, or Lag Ba'Omer or on any particular day. Each day is special and has a unique imprint.
On the other hand, if an individual was born under the "sign" of Mars, the Talmud says that he will have a tendency to spill blood. This tendency can be realized in a number of very different ways, however, which are subject to an individual's choice. In this case, options might be a soldier, a surgeon, a murderer, a "shochet," a ritual slaughterer of animals, or a "mohel," one who performs ritual circumcisions. These options correspond to a potential hero, a healer, one who violates the "image of G-d," to those who do "holy work" of different types.
There is a principle, "Ayn Mazal L'Yisrael," "Israel's fate is not determined by the stars." The Jew, raised in his People's traditions and Torah values, feels the reality of "freedom of choice" in his bones. So deeply ingrained is this knowledge and feeling, that the Jew rarely has cause to think about astrological factors.
It is the belief that one cannot escape from the grip of the stars that distinguishes Astrology from "Worship of the Stars and Signs of the Zodiac." It is always possible to define one's fate, by choosing behavior which is guided by morality and integrity, within the parameters – intellectual and emotional, physical and spiritual, which a person is given to work with.
Ар’є Каплан, відомий своїм раціоналістичним синтезом сучасного наукового мислення та каббали, і автор сучасного перекладу Дереха Хашема, повторює точку зору його автора (Моше Хаїма Луццатто) на астрологію. У своєму перекладі та коментарі до Сефер Єціра Каплан пише:
In order to understand the significance of the astrological forces, we must first understand the role of angels in the chain between the Sefirot and the physical world. The Sefirot are in the universe of Atzilut, and below this is Beriyah, the universe of the Throne, which serves to allow the Sefirot to interact with the lower worlds. Between Beriyah and Asiyah is Yetzirah, the world of the angels. ....every one of God's words is actually an angel. When we speak of "God's word," we are actually speaking of His interaction with the lower worlds. The force that transverses the spiritual domain is what we call an angel.

The stars also form an important link in God's providence over the physical world. Between God and man, there are many levels of interaction, the lowest being those of the angels and the stars, The Midrash thus teaches, "There is no blade of grass that does not have a constellation (Mazal) over it, telling it to grow." As the commentators explain it, God's providence works through the angels, but these angels, in turn, work through the stars and planets.
Однак Каплан також пише,
Faith and trust in God are partners, since one who believes in an omniscient, omnipotent and benevolent God must also believe that He will provide for His faithful. Therefore, one should trust in God and not be overly concerned about the future....Therefore, one should not seek to ascertain the future by fortune telling, astrology or other superstitions. Concerning this, The Torah commands us, "You must remain totally faithful to God your Lord" (Deut. 18:13), which some authorities count as a positive commandment.

## Кабалістична астрологія
Кабалістична астрологія, яку також називають мазал або мазалот («зодіак», «доля») — це система астрології, заснована на каббалі. Вона використовується для тлумачення та окреслення гороскопу, намагаючись зрозуміти його через кабалістичну призму.
Більшість астрологів складають і використовують гороскопи для зображення розташування планет, які, як вони вважають, впливають на повсякденну діяльність. Каббалістичні астрологи, як правило, дотримуються дещо іншого підходу, тому що вони хочуть спостерігати за планетами, як вони співвідносяться з кожною сефірою в Дереві Життя.
Кожна сефіра вказує на певну рису характеру. Кожна сефіра на естакаді відповідає певній планеті і тому тісно пов’язана з небесним мистецтвом астрології.

### Співвідношення єврейського календаря з зодіаком
Праця «Сефер ха-Мазалот» ідентифікувала 12 сузір'їв зодіаку з 12 місяцями єврейського календаря. Відповідність сузір'їв їхнім назвам на івриті та місяцям така:
| Номер | Латинська назва | Нпазва на івриті | Український переклад | Єврейський місяць |
| ----- | --------------- | ---------------- | -------------------- | ----------------- |
| 1     | Овен            | Ṭaleh            | Баран                | нісан             |
| 2     | Телець          | Шор              | Бик                  | Іяр               |
| 3     | Близнюки        | Теомім           | Близнюки             | Сиван             |
| 4     | Рак             | Сартан           | Краб                 | Таммуз            |
| 5     | Лео             | Ар'є             | Лев                  | Av                |
| 6     | Діва            | Бетула           | Богородиці           | Елул              |
| 7     | Ваги            | Мознаїм          | Терези               | Тишрей            |
| 8     | Скорпіон        | 'Aḳrav           | Скорпіон             | Чешван            |
| 9     | Стрілець        | Ḳashat           | Лучник, Лук          | Кислев            |
| 10    | Козеріг         | G'di             | Коза, Козеня         | Тевет             |
| 11    | Водолій         | Д'лі             | Водоносець           | Шеват             |
| 12    | Риби            | Дагім            | Риба                 | Адар              |

Деякі вчені ототожнювали 12 знаків зодіаку з 12 синами Якова і Дванадцятьма племенами Ізраїлю.

### Містичний зв'язок Святого Письма та Менори з 7 класичними планетами та місячними фазами
Стародавні євреї добре знали Сонце, Місяць і п'ять планет, які можна побачити неозброєним оком, і єврейський містицизм визнавав їхнє велике значення. Таким чином, поряд із 4 місячними фазами, які тривали трохи більше 7 днів (~7,4 дня) кожна, число 7 було дуже поважним. Це відображається в Торі (Буття 1:1), яка складається з 7 слів і 28 літер (7x4) в оригінальному івриті. Це відомо як Божий підпис.
Буття 1:14: «І сказав Бог: «Нехай будуть світила на небі, щоб відділяти день від ночі, і нехай вони будуть знаками для позначення пір року, днів, років і свят»... 4-й день (з 7)." № 7 — велика повторювана числова тема єврейських (і християнських) писань. 7 світильників менори на 6 гілках відповідають вогням 7 класичних планет: Місяць, Меркурій, Венера, Сонце (4-я), Марс, Юпітер і Сатурн.